# 平澤芽衣
平澤 芽衣（ひらさわ めい、5月1日 - ）は、日本の女性アイドル。女性アイドルグループ・THE ORCHESTRA TOKYOのメンバー。ふれふれチャイムFes.、THERE THERE THERES、NILKLYの元メンバー。SP-RAY.CO所属。愛称は「めいちゃ」。新潟県出身。

## 略歴
2015年7月ふれふれチャイムFes.結成、同年9月13日デビュー。
2016年5月1日には平澤の誕生日イベントを兼ねたワンマンライブを渋谷DESEOで開催。しかし、9月19日をもって解散。その間、ミスiD2017に応募、セミファイナリストに進出。
解散後、BELLRING少女ハートのオーディションに応募、合格するも2016年12月31日をもって活動休止（のちに「崩壊」と呼ばれる）、2017年2月18日のワンマンライブ「GOOD MORNING WORLD」（赤坂BLITZ）より、BELLRING少女ハート改めThere There Theresに加入。
2018年、「サキドルエースSURVIVAL SEASON9」に参加。8月2日発売の「週刊ヤングジャンプ」誌上で水着姿を披露。
2019年2月28日、THERE THERE THERES解散。解散後は平澤を中心とした新グループを立ち上げることが発表された。
4月23日、グループ名が「NILKLY」に決定、5月25日にデビューライブ「NIL BY MEI」（渋谷WOMB）を行った。
2020年9月25日、同日付でNILKLYから卒業したことを発表した。
2021年、THE ORCHESTRA TOKYO結成、2月27日にお披露目ライブを行う。
2023年4月発売の『FAVE』Vol.1（らんくう）で初のソログラビアを担当。

## 人物・エピソード
ふれふれチャイムFes.で活動していた頃は、毎週末新潟から東京まで夜行バスで通っていた。There There Theresでの活動が始まり、高校卒業に伴い上京。しばらくはセイセイ（当時MIGMA SHELTER）や一条さえき（当時There There Theres）と共同生活をしていた。
目標はNHKホールでライブをやること。座って観ても楽しめて、2時間があっという間に過ぎるようなライブをやりたいと語っていた。

## 作品

### 配信楽曲
- べり〜ぎゅっと♡めいちゃんです（2022年5月17日、配信限定）